# Phaustin Baha Sulle

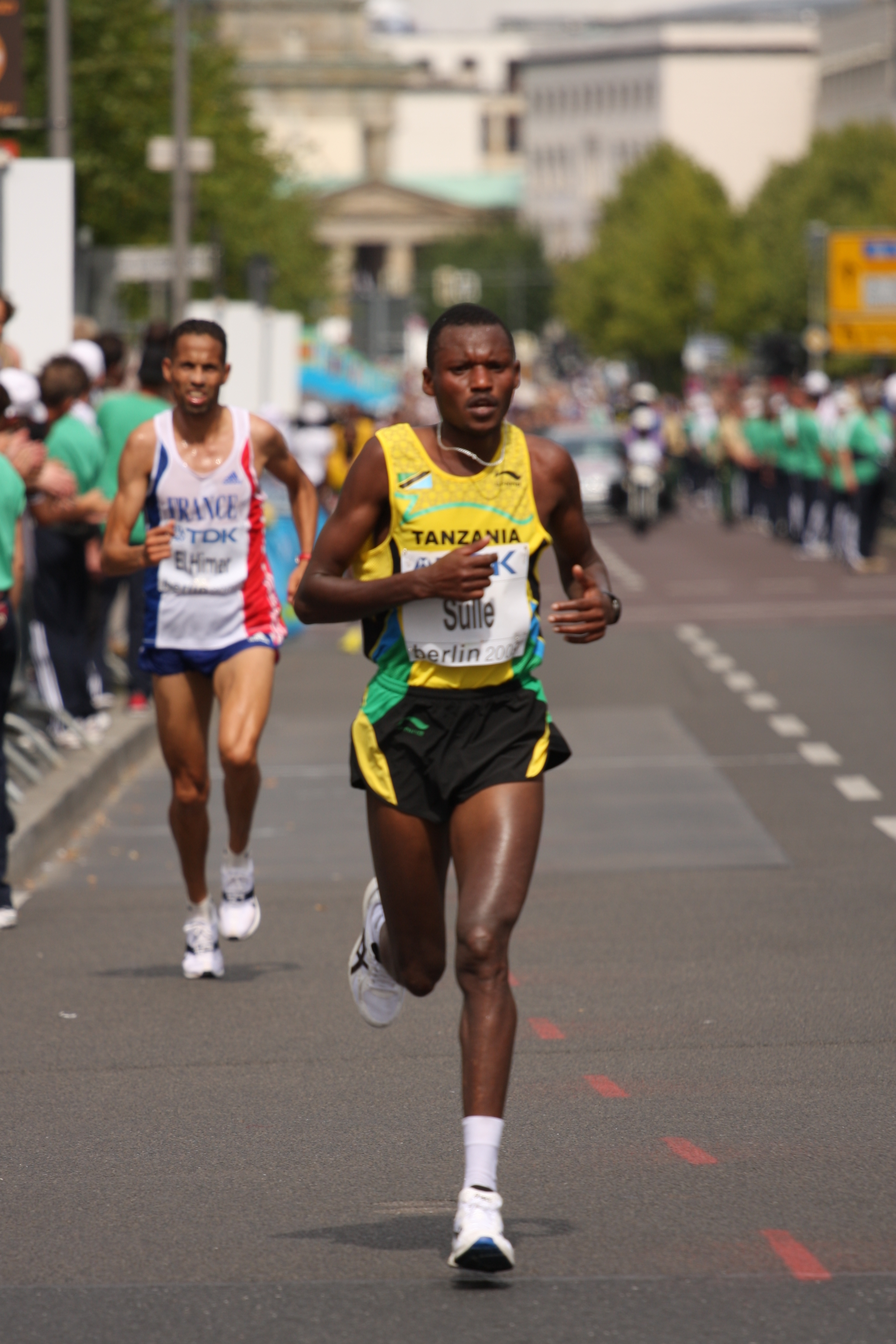
Phaustin Baha Sulle 2009

Phaustin Baha Sulle (* 30. Mai 1982 in Arusha) ist ein tansanischer Langstreckenläufer, der sich auf Straßenläufe spezialisiert hat.
1999 gewann er den Paris-Halbmarathon, die Corrida de Langueux und Marseille – Cassis, und im Jahr darauf siegte er beim Göteborgsvarvet und beim Great North Run und errang bei den Halbmarathon-Weltmeisterschaften in Veracruz die Silbermedaille. Bei den Halbmarathon-Weltmeisterschaften 2001 in Bristol wurde er Zwölfter und gewann mit der Mannschaft Bronze.
2004 siegte er beim Ruhrmarathon, 2006 wurde er Vierter beim Istanbul-Marathon, und 2008 siegte er beim Dresden-Marathon.
2009 gewann er den Halbmarathon-Bewerb des North Sea Beach Marathon.

## Persönliche Bestzeiten
- 10-km-Straßenlauf: 28:06 min, 1. Mai 1999, Marseille
- Halbmarathon: 1:00:05 h, 12. Juni 2000, Malmö
- Marathon: 2:10:08 h, 25. April 2004, Essen